# Louisa Wall
Louisa Hareruia Wall (Taupo, 17 febbraio 1972) è una politica, attivista ed ex rugbista a 15 neozelandese, in carriera attiva nel ruolo di tre quarti centro e campionessa mondiale nel 1998 con le Black Ferns.
Attivista per i diritti delle persone LGBT, è divenuta deputato al parlamento per il partito laburista ed è promotrice di una legge sui matrimoni tra persone dello stesso sesso approvata nel 2013.

## Biografia

### Attività sportiva
Nata a Taupo (Waikato, Isola del Nord) da padre ex rugbista e madre giocatrice di netball, entrambi anglo-māori, Louisa Wall è prima di quattro fratelli.
Fin dall'età di cinque anni praticò a sua volta sport: rugby (dal cui club fu espulsa quando i dirigenti si accorsero che era una femmina), calcio, karate, pallavolo e alla fine netball, disciplina nella quale divenne atleta di interesse nazionale e nella cui nazionale militò fino al 1992.
Intraprese studi di psicologia e sociologia alla Massey University di Albany, e a metà degli anni novanta trovò impiego come assistente sociale al servizio delle comunità di affetti da disturbo mentale nel periodo di riforma del trattamento psichiatrico pubblico.
Passata dal netball al rugby, giocò per la provincia di Auckland e fu nominata miglior giocatrice dell'anno nel 1997; nel 1998 prese parte alla Coppa del Mondo nei Paesi Bassi, al termine della quale si laureò campionessa con le Black Ferns, contribuendo al cammino vittorioso della squadra con 7 mete totali e 35 punti.
In un'intervista rilasciata ad Amsterdam in lingua māori poco prima della competizione, Wall rivelò la propria omosessualità (o, più esplicitamente, la sua condizione di takatāpui, ovvero «affezionato partner dello stesso sesso»).

### Attività sociale e politica
Terminato di giocare, si dedicò all'assistenza sociale e alla consulenza e, in occasione delle elezioni suppletive del 2008 per rimpiazzare la dimissionaria Ann Hartley, si candidò al parlamento nazionale nelle file del partito laburista per la circoscrizione di Manurewa, sobborgo meridionale di Auckland, vincendo il seggio.
Non fu rieletta alle successive votazioni nazionali ma nel 2011 riguadagnò il seggio dopo le dimissioni di Darren Hughes, coinvolto in un'inchiesta giudiziaria per abuso sessuale su una diciottenne.
Tra i suoi primi atti da rieletto deputato figurò la presentazione di un disegno di legge che emendava il codice sul matrimonio vigente nel Paese dagli anni cinquanta: dopo un rigetto in prima lettura, fu ripreso e votato favorevolmente in seconda lettura nel marzo 2013.
In terza lettura, il 17 aprile successivo, il provvedimento passò per 77 voti contro 44 facendo divenire la Nuova Zelanda il tredicesimo Paese al mondo, e il primo nell'area del Pacifico, a disciplinare il matrimonio tra persone dello stesso sesso.
Due anni dopo l'approvazione di tale legge, Louisa Wall si unì in matrimonio ad Auckland con l'attivista Prue Kapua, sua partner dal 2011.
Da attivista Louisa Wall non ha mancato di criticare in maniera netta comportamenti anti-inclusivi, omo- e transfobici come le dichiarazioni del rugbista australiano Israel Folau dell'aprile 2018 che citò come «meritevoli dell'inferno» diverse categorie tra le quali gli omosessuali, cui Wall rispose con l'invito a non approfittare della sua notorietà per fare discorsi di incitamento all'odio (le stesse dichiarazioni, ripetute un anno più tardi, costarono a Folau la rescissione del contratto con la federazione australiana e la perdita di un importante sponsor tecnico); in un'altra occasione si espresse con toni duri contro i gruppi di lesbiche radicali transescludenti (o TERF) affermando la necessità di bandire dall'LGBT Pride coloro che discriminano le persone transessuali; il suo intervento, registrato durante una riunione organizzativa del Pride neozelandese, fu oggetto di critica per il tono in cui fu espresso, tuttavia Wall ritrattò solo quest'ultimo ma non il merito, sostenendo che le persone transessuali rischiano il suicidio in misura cinque volte maggiore di altri gruppi demografici, e che ogni tentativo di marginalizzarle e di metterne in discussione i diritti deve essere condannato.

## Palmarès
- Coppe del mondo: 1
Nuova Zelanda: 1998